# Mórevka
Mórevka - Моревка (rus) és un possiólok del krai de Krasnodar, a Rússia. Es troba a les terres baixes de Kuban-Azov, a la península de Ieisk, a 23 km al sud-oest de Ieisk i a 181 km al nord-oest de Krasnodar, la capital.
Pertany a aquest municipi el possiólok de Mirni.